# Шолтес Степан Золтанович
Степа́н Зо́лтанович Шо́лтес (* 26 травня 1944, Ужгород) — радянський та український архітектор й художник, 1969 — член Національної спілки архітекторів України, 2006 — заслужений художник України, 2017 — народний художник України.

## Біографія
1960 року закінчує художню студію Золтана Баконія.
З 1964 року працює в царині монументального мистецтва. У 1967 році закінчує з відзнакою навчання в Київському державному художньому інститі, на факультеті архітектури.
1972 року починає брати участь у виставках, експонувався в Німеччині, Словаччині, США, Франції, Чехії.
Улюбленими методами роботи є акварель, графіка, олія, пастель.
З 1991 року очолює Об′єднання професійних художників Ужгорода, є одним із його засновників.
Був депутатом та головою земельної комісії Ужгородської міськради.
Його батько, Шолтес Золтан Іванович, відомий художник-самоук та священик (1909—1990).
Життєве гасло: «Моє серце в горах…»